# Celerino di Cartagine
Celerino (Cartagine, ... – Cartagine, 3 febbraio 280) è stato un diacono e martire romano, venerato come santo.

## Agiografia
Nato a Cartagine fu educato giovanissimo alla fede cristiana. La nonna fu santa Celerina, suo zio paterno fu il santo martire Laurentino, suo zio materno il santo martire Ignazio, soldati romani. Quando si scatenò la persecuzione di Decio fu imprigionato e portato a Roma, là venne tenuto incatenato per diciannove giorni e sottoposto a torture. Ma Celerino continuò a testimoniare la sua fede in Cristo, dando anche esempio di coraggio ai suoi parenti imprigionati con lui. Infine venne liberato e tornò a Cartagine dove nel 250 venne ordinato diacono dal vescovo Tascio Cecilio Cipriano. Viene considerato martire, anche se poi morì di morte naturale, perché resistette alle torture e fu disposto a morire per la fede.
Di lui e dei santi martiri suoi parenti parla Cipriano in una lettera.

## Culto
Il Martirologio romano fissa la memoria liturgica il 3 febbraio.